# Михайловка (Бурлинский район)
Михайловка — село в Бурлинском районе Алтайского края России. Административный центр Михайловского сельсовета.

## История
Основано в 1909 году. До 1917 года украинское село Славгородской волости Барнаульского уезда Томской губернии. В 1928 году посёлок Михайловка состоял из 160 хозяйств. Являлся административным центром Михайловского сельсовета Ново-Алексеевского района Славгородского округа Сибирского края. Была основано сельхозартель «Прогресс». С 1966 года являлось отделением совхоза «Тополинский».

## Население
В 1928 году в посёлке проживало 791 человек (391 мужчина и 400 женщин). Преобладающее население: украинцы.
| 1997 | 1998  | 1999  | 2000  | 2001  | 2002  | 2003 |
| ---- | ----- | ----- | ----- | ----- | ----- | ---- |
| 1115 | ↗1131 | ↘1119 | ↘1095 | ↘1051 | ↘1014 | ↘990 |
| 2004 | 2005  | 2006  | 2007  | 2008  | 2009  | 2010 |
| ↘935 | ↗972  | ↘955  | ↘948  | →948  | ↘924  | ↘906 |
| 2011 | 2012  | 2013  |       |       |       |      |
| ↘899 | ↘867  | ↘858  |       |       |       |      |